# アスカシ (小惑星)
アスカシ（英語：24162 Askaci）は小惑星帯に位置する小惑星。アメリカ合衆国カンザス州オレーセにあるサンフラワー天文台で、ラリー・ロビンソン（Larry Robinson）が発見した。
カンサスシティ天文協会（Astronomical Society of Kansas City）の略語から命名された。